# The Kiss (film, 1913)
Pour les articles homonymes, voir The Kiss.
Pour plus de détails, voir Fiche technique et Distribution.
The Kiss est un film muet américain réalisé par Wallace Reid et sorti en 1913.

## Synopsis
Le vieil Hathaway est un trappeur et vit avec sa fille unique dans les montagnes. Un jour, tous les deux visitent les pièges et ils voient un jeune homme embrasser une jeune fille. Beaucoup d'idées viennent à l'esprit de Claudine devant cette scène…

## Fiche technique
- Titre : The Kiss
- Réalisation : Wallace Reid
- Scénario : Theodosia Harris
- Scénario :
- Photographie :
- Montage :
- Producteur :
- Société de production : American Film Manufacturing Company
- Société de distribution : Mutual Film
- Pays d'origine :  États-Unis
- Langue : film muet avec les intertitres en anglais
- Format : Noir et blanc — 35 mm — 1,33:1 — Muet
- Genre : Film dramatique, Western
- Durée : 10 minutes
- Dates de sortie : 
  -  États-Unis : 15 mai 1913

## Distribution
- Wallace Reid : Ralph Walters
- Vivian Rich : Claudine Hathaway
- Eugene Pallette
- Chester Withey